# Warren Ostergard
Warren Ostergard (* 27. Dezember 1974 in Cleveland, Ohio) ist ein US-amerikanischer Filmproduzent und Schauspieler.

## Leben
Warren Ostergard wurde in Cleveland, Ohio geboren. Er war ein Mitglied der Hollywood Theatergruppe The Actor's Playpen, die u. a. von  Gregory Itzin (US-Präsident in der Serie 24) trainiert wurden.
Sein erstes Engagement vor der Kamera, hatte er im Jahr 2007 in dem Kurzfilm Personality Crisis als Fitnessverrückter. Im gleichen Jahr erhielt er eine Nebenrolle als Wachposten im Film Plötzlich Star! – Eine moderne Marc Twain Story. Im Filmjahr 2008 erhielt er mehrere Tätigkeiten beim Film, sowie in dem Filmdrama The Heart of the Beast als Pierrie, im Thriller Stiletto als Detective Johnson und als Damien in der Komödie Float mit Gregory Itzin. Im selben Jahr produzierte er den Kurzfilm Bottled Up, zudem er das Drehbuch verfasste und selbst in der Rolle als Max zu sehen war. Im Horrorfilm L.A., I Hate You erhielt Ostergard die Hauptrolle des Vincent wobei er als Produzent an dem Film beteiligt war. Abermals als Schauspieler und Produzent war er an dem Action-Thriller Freerunner, mit Sean Faris in der Hauptrolle, beteiligt. Bei dem Horror-Thriller 7 Below – Haus der dunklen Seelen, mit Ving Rhames und Val Kilmer, ist er ebenfalls als Produzent mit aufgeführt.

## Filmografie (Auswahl)
- 2007: Personality Crisis (auch Produzent)
- 2007: Plötzlich Star! – Eine moderne Marc Twain Story (A Modern Twain Story: The Prince and the Pauper, auch Koproduzent)
- 2007: Machine (Associate Producer)
- 2008: Tiny Entourage (Produzent)
- 2008: The Heart of the Beast
- 2008: Float
- 2008: Will to Power – Der perfekte Mord (Will to Power)
- 2008: Bottled Up (auch Drehbuch und Produzent)
- 2008: Stiletto (auch Koproduzent)
- 2009: The Alpha Geek
- 2010: Stickers
- 2010: Sinatra Club – Der Club der Gangster (Sinatra Club, Produzent)
- 2011: L.A., I Hate You (auch Produzent)
- 2011: Freerunner (auch Produzent)
- 2012: 7 Below – Haus der dunklen Seelen (Seven Below, Produzent)